# Irena puella
Irena puella е вид птица от семейство Irenidae.

## Разпространение
Видът е разпространен в Бангладеш, Бутан, Бруней, Виетнам, Индия, Индонезия, Камбоджа, Китай, Лаос, Малайзия, Мианмар, Непал, Сингапур, Тайланд, Филипините и Шри Ланка.